# WWE-pay-per-viewevenementen 2014
Dit is een kort overzicht van WWE-pay-per-view-evenementen in 2014 die werden georganiseerd door de Amerikaanse worstelorganisatie WWE.

## WWE-pay-per-viewevenementen in 2014
| Datum             | Evenement                     | Locatie                  | Stad                |
| ----------------- | ----------------------------- | ------------------------ | ------------------- |
| 26 januari 2014   | Royal Rumble                  | Consol Energy Center     | Pittsburgh          |
| 23 februari 2014  | Elimination Chamber           | Target Center            | Minneapolis         |
| 27 februari 2014  | NXT Arrival                   | Full Sail University     | Winter Park         |
| 6 april 2014      | WrestleMania XXX              | Mercedes-Benz Superdome  | New Orleans         |
| 4 mei 2014        | Extreme Rules                 | Izod Center              | East Rutherford     |
| 29 mei 2014       | NXT TakeOver                  | Full Sail University     | Winter Park         |
| 1 juni 2014       | Payback                       | Allstate Arena           | Rosemont (Illinois) |
| 29 juni 2014      | Money in the Bank             | TD Garden                | Boston              |
| 20 juli 2014      | Battleground                  | Tampa Bay Times Forum    | Tampa               |
| 17 augustus 2014  | SummerSlam                    | Staples Center           | Los Angeles         |
| 11 september 2014 | NXT TakeOver: Fatal 4-Way     | Full Sail University     | Winter Park         |
| 21 september 2014 | Night of Champions            | Bridgestone Arena        | Nashville           |
| 26 oktober 2014   | Hell in a Cell                | American Airlines Center | Dallas              |
| 23 november 2014  | Survivor Series               | Scottrade Center         | Saint Louis         |
| 11 december 2014  | NXT TakeOver: R Evolution     | Full Sail University     | Winter Park         |
| 14 december 2014  | TLC: Tables, Ladders & Chairs | Quicken Loans Arena      | Cleveland           |